# Caia (distrito)
Caia é um distrito da província de Sofala, em Moçambique, com sede na vila de Caia. Tem limite, a noroeste com o distrito de Chemba, a oeste com o distrito de Maringué, a sul e sudeste com o distrito de Cheringoma, a leste com os distritos de Marromeu e Mopeia (distrito da província da Zambézia), e a nordeste com o distrito de Mutarara (distrito da província de Tete).[carece de fontes?]

## Demografia
De acordo com os resultados finais do Censo de 2017, o distrito tem 158 256 habitantes numa área de 3477 km², o que resulta numa densidade populacional de 45,5 habitantes por km². A população registada no último censo representa um aumento de 33,4% em relação aos 118 597 habitantes contabilizados no Censo de 2007.
| 1997   | 2007    | 2017    |
| 86 001 | 118 597 | 158 256 |

## História
A região do actual distrito foi habitada desde o século XVI por povos falantes da língua sena. Em 1891 foi criada a primeira estrutura administrativa moderna, a circunscrição de Sena, uma das três em que território de Manica e Sofala (administrado pela Companhia de Moçambique desde essa data e até 1942) se dividiu, com sede na vila de Sena. Em 1964 esta circunscrição foi elevada à categoria de concelho, Concelho de Sena, mas a sede foi mudada para Vila Fontes (o antigo nome de Caia). Em 1967 o nome do concelho foi alterado para Concelho de Caia. Depois da independência nacional, todos os concelhos e circunscrições foram transformados em distritos.

## Divisão Administrativa
O distrito está dividido em três postos administrativos, Caia-Sede, Murraça e Sena, compostos pelas seguintes localidades:
- Posto Administrativo de Caia-Sede:
  - Vila de Caia
  - Ndoro
- Posto Administrativo de Murraça: 
  - Murraça-Sede
- Posto Administrativo de Sena: 
  - Sena-Sede
  - Licoma

## Economia
Caia é um distrito essencialmente rural, mas um dos principais polos de actividade económica nos anos de 2006 a 2009 foi a construção da nova ponte rodoviária sobre o rio Zambeze que liga Caia a Chimuara, na província da Zambézia.

## Ligação externa
- Perfil do distrito de Caia
- Página Oficial do distrito de Caia